# دوشیزه‌ماهی بزرگ
دوشیزه‌ماهی بزرگ (نام علمی: Microspathodon dorsalis) نام یک گونه از تیره شقایق‌ماهیان است.